# Literaturjahr 1988
Liste der Literaturjahre

◄◄ | ◄ | 1984 | 1985 | 1986 | 1987 | Literaturjahr 1988 | 1989 | 1990 | 1991 | 1992 | ► | ►►

Weitere Ereignisse

## Ereignisse
Der amerikanische Sozialwissenschaftler und Konsumforscher Grant McCracken prägt in seinem Buch "Culture and Consumption" den Begriff Diderot-Effekt, um das Bestreben des Menschen zu beschreiben, die Dinge des täglichen Lebens, mit denen er sich umgibt, so auszuwählen, dass sie ein sinnvolles Ganzes ergeben, wobei in jedem Gegenstand, der konsumiert wird, eine kulturell geprägte Konnotation enthalten ist. Namensgeber des Begriffs ist ein Essay des französischen Aufklärers und Philosophen Denis Diderot mit dem Titel Gründe, meinem alten Hausrock nachzutrauern, oder: Eine Warnung an alle, die mehr Geschmack als Geld haben (1772).

## Bibliotheken
Die Umweltbibliothek Leipzig wird als Literatursammlung der kirchlichen Opposition der DDR gegründet, um den staatlichen Informationen über Umweltfragen entgegenzuwirken. Das Projekt wurde
2005 als „offizielles Projekt der Weltdekade Bildung für nachhaltige Entwicklung“ der UNESCO und 2011 mit dem Positivpreis der Klima-Allianz Deutschland Leipzig ausgezeichnet.

## Literaturpreise
- Literaturnobelpreis: Nagib Mahfuz als „Wegbereiter neuer (sozialkritischer) ägyptischer Erzählkunst zwischen Tradition und Moderne“[1]

- Nebula Award

- Lois McMaster Bujold, Falling Free, Die Quaddies von Cay Habitat, Kategorie: Bester Roman
- Connie Willis, The Last of the Winnebagos, Der letzte Winnebago, Kategorie: Bester Kurzroman
- George Alec Effinger, Schrödinger's Kitten, Schrödingers Katze, Kategorie: Beste Erzählung
- James Morrow, Bible Stories for Adults, No. 17: The Deluge, Biblische Geschichten für Erwachsene Nr. 7: Die Sintflut, Kategorie: Beste Kurzgeschichte

- Hugo Award

- David Brin, The Uplift War, Entwicklungskrieg, Bester Roman
- Orson Scott Card, Eye for Eye, Auge für Auge, Kategorie: Bester Kurzroman
- Ursula K. Le Guin, Buffalo Gals, Won't You Come Out Tonight, He, Büffelmädchen, kommt ihr nicht raus heute nacht? auch: Büffelmädchen, kommt ihr nicht raus heute nacht?, Kategorie: Beste Erzählung
- Lawrence Watt-Evans, Why I Left Harry's All-Night Hamburgers, Warum ich Harrys nachts durchgehend geöffnetes Hamburger-Lokal verließ, Kategorie: Beste Kurzgeschichte

- Locus Award

- David Brin, The Uplift War, Entwicklungskrieg, Kategorie: Bester SF-Roman
- Orson Scott Card, Seventh Son, Der siebente Sohn, Kategorie: Bester Fantasy-Roman
- Emma Bull, War for the Oaks, Kategorie: Bester Erstlingsroman
- Robert Silverberg, The Secret Sharer, Vox, Kategorie: Bester Kurzroman
- Pat Murphy, Rachel in Love, Rachel ist verliebt, Kategorie: Beste Erzählung
- Pat Cadigan, Angel, Kategorie: Beste Kurzgeschichte
- Lucius Shepard, The Jaguar Hunter, Kategorie: Beste Sammlung
- Gardner Dozois, The Year's Best Science Fiction: Fourth Annual Collection, Kategorie: Beste Anthologie

- Kurd-Laßwitz-Preis

- Gudrun Pausewang, Die Wolke, Kategorie: Bester Roman
- Karl Michael Armer, Die Endlösung der Arbeitslosenfrage, Kategorie: Beste Erzählung
- Christopher Priest, Der schöne Schein, Kategorie: Bestes ausländisches Werk
- Lore Straßl, Kategorie: Bester Übersetzer
- Wolfgang Jeschke, Das Science Fiction Jahr, Sonderpreis

- Philip K. Dick Award

- Paul J. McAuley, 400 Billion Stars, Vierhundert Milliarden Sterne
- Rudy Rucker, Wetware, Wetware

- Booker Prize: Peter Carey: Oscar und Lucinda, dt. Oscar und Lucinda
- Georg-Büchner-Preis: Albert Drach
- Friedenspreis des deutschen Buchhandels: Siegfried Lenz
- Ingeborg-Bachmann-Preis: Angela Krauß für Der Dienst
- Prix Goncourt: Érik Orsenna, L’Exposition coloniale; dt. Gabriel II oder Was kostet die Welt. 1989 u.ö.
- Pulitzer Prize for Drama: Alfred Uhry, Driving Miss Daisy
- Pulitzer Prize for Fiction: Toni Morrison, Beloved
- Pulitzer Prize for Poetry: William Meredith: Partial Accounts: New and Selected Poems
- Ethel Wilson Fiction Prize: George McWhirter, Cage
- Floyd S. Chalmers Award in Ontario History: Bruce Elliot, Irish Immigrants in the Canadas: A New Approach
- Dorothy Livesay Poetry Prize: Patricia Young, All I Ever Needed was a Beautiful Room
- Toronto Book Awards: Michael Ondaatje, In the Skin of a Lion
- Trillium Book Award: Timothy Findley, Stones
- Premio Campiello: Le strade di polvere von Rosetta Loy
- Premio Viareggio: Rosetta Loy für Le strade di polvere
- Premio Nadal: Juan Pedro Aparicio, Retratos de ambigú
- Georg-Brandes-Preis: Torben Brostrøm, Visse øjeblikke
- Søren-Gyldendal-Preis: Else Roesdahl
- Kritikerprisen (Dänemark): Mette Winge, Skriverjomfruen
- Weekendavisens litteraturpris: Peter Høeg, Forestilling om det tyvende århundrede, (dt.: Vorstellung vom 20. Jahrhundert)
- Kritikerprisen (Norwegen): Lars Saabye Christensen, Herman

## Neuerscheinungen
Belletristik
- Der Alchimist –  Paulo Coelho
- Auswege – Elisabeth Augustin
- The Beginning of Spring – Penelope Fitzgerald
- Chronik in Stein –  Ismail Kadare
- A Costa dos Murmúrios – Lídia Jorge
- Death in the Square
- Einer – Norbert Gstrein
- Eva Luna – Isabel Allende
- Gegenleben – Philip Roth
- Ich habe den englischen König bedient – Bohumil Hrabal
- Jagd – Martin Walser
- Die Kiesgrube – Wassil Bykau
- Kilroy. Stimmen in der Subway – Jürg Federspiel
- Der letzte Samurai – C. W. Nicol
- Der Mann, der Poe sammelte – Robert Bloch
- Ein Mann der schläft – Georges Perec
- Ein Mann mit vielen Namen – Graham Greene
- Matilda – Roald Dahl
- Die Nacht der Skinwalkers – Tony Hillerman
- The Player of Games – Iain M. Banks
- Pontlatz.Gericht.Literatur – Helmuth Schönauer
- Qushtumur – Nagib Mahfuz
- The Satanic Verses – Salman Rushdie
- Der traurige Detektiv (im Original: Печальный детектив) – Wiktor Astafjew
- Ein verhängnisvoller Sommer – Michael Chabon
- Wir haben immer schon im Schloss gelebt – Shirley Jackson

Kinder- und Jugendliteratur
- Der alte Bär – Jane Hissey
- Hase will baden – Lena Anderson
- Geflüster auf Burg Schreckenstein – Oliver Hassencamp
- Ritterturnier auf Schreckenstein – Oliver Hassencamp

Drama
- Heldenplatz – Thomas Bernhard
- Peter der Große (Libretto, 1937) – Michail Bulgakow (postum)

Sachliteratur
- A Brief History of Time – Stephen Hawking
- The Carrier Bag Theory of Fiction – Ursula K. Le Guin
- Eunuchen für das Himmelreich – Uta Ranke-Heinemann
- The Gender of the Gift – Marilyn Strathern
- Ley-Land – Heinz-Wilhelm Brandenburger
- Der pädosexuelle Komplex – Joachim S. Hohmann

## Geboren
- 15. Januar: Robin Stevens, britische Schriftstellerin
- 15. März: Nele Pollatschek, deutsche Schriftstellerin
- 14. Mai: Tõnis Vilu, estnischer Dichter
- 25. Juli: Ariane Koch, Schweizer Schriftstellerin sowie Theater- und Performance-Künstlerin
- 18. August: Juliana Kálnay, deutsche Schriftstellerin
- 23. August: Henrik Szántó, finnisch-britischer Autor, Slam-Poet und Moderator
- 07. September: Leona Stahlmann, deutsche Schriftstellerin und Journalistin
- 20. September: Angie Thomas, US-amerikanische Schriftstellerin
- 14. Oktober: Ocean Vuong, vietnamesisch-US-amerikanischer Lyriker, Schriftsteller und Essayist
- 02. Dezember: Necati Öziri, deutscher Schriftsteller und Dramaturg
- 21. Dezember: Vea Kaiser, österreichische Schriftstellerin

### Genaues Datum unbekannt
- Shida Bazyar, deutsche Schriftstellerin
- Giulia Caminito, italienische Schriftstellerin
- Yulia Marfutova, deutsche Schriftstellerin
- Gianna Molinari, Schweizer Schriftstellerin
- Deniz Ohde, deutsche Schriftstellerin
- Simon Strauß, deutscher Schriftsteller und Journalist

## Gestorben
- 07. Februar: Lin Carter, US-amerikanischer Autor von Science-Fiction und Fantasy (* 1930)
- 14. Februar: Roman Karst, polnischer Literaturwissenschaftler (* 1911)
- 15. Februar: Neil R. Jones, Science-Fiction-Autor (* 1909)
- 19. Februar: René Char, französischer Dichter (* 1907)
- 11. März: Christianna Brand, britische Schriftstellerin (* 1907)
- 31. März: Oliver Hassencamp, deutscher Jugendbuch- und Romanautor (* 1921)
- 01. April: Tsuruta Tomoya, japanischer Schriftsteller (* 1902)
- 03. April: Milton Caniff, US-amerikanischer Comiczeichner und -autor (* 1907)
- 12. April: Alan Paton, südafrikanischer Schriftsteller und Apartheid-Gegner (* 1903)
- 18. April: Oktay Rifat, türkischer Schriftsteller und Jurist (* 1914)
- 28. April: Michael Grumley, US-amerikanischer Autor (* 1942)
- 09. Mai: Robert A. Heinlein, US-amerikanischer Science-Fiction-Schriftsteller (* 1907)
- 22. Mai: Heinrich Zillich, deutscher Schriftsteller und Dichter (* 1898)
- 07. Juni: Hanna Kiel, deutsche Kunsthistorikerin und Erzählerin (* 1898)
- 23. Juni: Martin Gregor-Dellin, deutscher Schriftsteller (* 1926)
- 11. Juli: Robert Ferro, US-amerikanischer Schriftsteller (* 1941)
- 12. Juli: Nakamura Mitsuo, japanischer Schriftsteller und Literaturkritiker (* 1911)
- 02. August: Raymond Carver, US-amerikanischer Autor von Kurzgeschichten und Gedichten (* 1938)
- 10. August: Adela Rogers St. Johns, US-amerikanische Journalistin, Schriftstellerin und Drehbuchautorin (* 1894)
- 14. August: Robert Calvert, britischer Allroundkünstler, Dichter, Schauspieler und Musiker (* 1945)
- 04. September: Oda Schaefer, deutsche Schriftstellerin (* 1900)
- 05. September: Ann-Charlott Settgast, deutsche Schriftstellerin (* 1921)
- 21. September: Walter Vogt, Schweizer Schriftsteller (* 1927)
- 07. Oktober: Kurt Honolka, deutscher Musikwissenschaftler, Journalist, Musik- und Theaterkritiker (* 1913)
- 22. November: Erich Fried, österreichischer, in erster Linie Lyriker, Übersetzer und Essayist (* 1921)
- 23. November: Wieland Herzfelde, deutscher Publizist, Autor und Verleger (* 1896)
- 29. November: Hans Scholz, deutscher Schriftsteller, Journalist und Maler (* 1911)
- 14. Dezember: Kurt Wagenseil, deutscher Übersetzer (* 1904)
- 25. Dezember: Ōoka Shōhei, japanischer Schriftsteller (* 1909)
- 26. Dezember: John Loder, britisch-amerikanischer Schauspieler (* 1898)